# Galina Zybina
Galina Ivanovna Zybina (Russisch: Галина Ивановна Зыбина) (Leningrad, 22 januari 1931 – Sint Petersburg, 10 augustus 2024) was een Russische atlete, die was gespecialiseerd in het kogelstoten. Tussen 1952 en 1956 verbeterde ze het wereldrecord in deze discipline liefst veertien maal, waarvan er overigens zes nooit door de IAAF zijn geratificeerd. Bij internationale wedstrijden kwam ze uit voor de Sovjet-Unie. Naast het kogelstoten was ze ook succesvol bij het discuswerpen en speerwerpen. In totaal nam ze viermaal deel aan de Olympische Spelen en won hierbij drie medailles, goud, zilver en brons.

## Biografie
Zybina richtte zich in eerste instantie met name op het speer- en discuswerpen. Ze verbeterde op deze onderdelen enkele nationale juniorenrecords en veroverde in 1948 bij het speerwerpen haar eerste nationale juniortitel. Een jaar later nam zij op beide onderdelen voor het eerst deel aan de Sovjet-kampioenschappen bij de senioren en in 1950 vestigde zij met de discus haar eerste nationale record bij de senioren met een afstand van 54,82 m.
Dat jaar trad Zybina ook voor het eerst op internationaal niveau voor het voetlicht door op de Europese kampioenschappen in Brussel bij het speerwerpen een bronzen medaille te veroveren en als vierde te eindigen bij het kogelstoten. In 1951 veroverde zij op de World Student Games zilver bij zowel het speerwerpen als het kogelstoten. Vanaf dat moment besloot zij om zich naast het speerwerpen voortaan op het kogelstoten te richten en het discuswerpen te laten vallen.
Hoezeer die beslissing een juiste was bleek al in 1952. Want in dat jaar boekte Zybina haar grootste prestatie door op de Olympische Spelen van Helsinki bij het kogelstoten met een wereldrecord van 15,28 de Duitse Marianne Werner (zilver; 14,57) en haar landgenote Klavdija Totsjenova (brons; 14,50) te verslaan. Vier jaar later op de Olympische Spelen van Melbourne wist zij haar olympische titel evenwel niet te prolongeren, maar moest ze genoegen nemen met een zilveren medaille. Ditmaal werd haar 16,53 overtroffen door haar landgenote Tamara Tysjkevitsj, die de wedstrijd won met een verbetering van het olympisch record tot 16,59. Hierna nam Zybina nog deel aan de Olympische Spelen van 1960 en 1964, waarbij ze respectievelijk als zevende en derde eindigde.
In 1954 kwam Galina Zybina op de Europese kampioenschappen in Bern uit op de onderdelen kogelstoten en discuswerpen. Bij het kogelstoten was haar beste poging van 15,65 voldoende om haar landgenotes Maria Kuznetsova (zilver) en Tamara Tysjkevitsj (brons) voor te blijven en de Europese titel te machtigen. Op dit toernooi was ze met een bronzen medaille ook succesvol bij het discuswerpen. Met 44,77 eindigde ze achter haar landgenotes Nina Ponomarjova (goud; 48,02) en Irina Begljakova (zilver; 45,79).
Zybina was aangesloten bij VSS Zenit en later bij VSS Trud.
Zybina overleed op 10 augustus 2024 op 93-jarige leeftijd.

## Titels
- Olympisch kampioene kogelstoten - 1952
- Europees kampioene kogelstoten - 1954
- Universitair kampioene kogelstoten - 1953, 1955, 1957
- Sovjet-Russisch kampioene kogelstoten - 1952, 1953, 1954, 1955
- Sovjet-Russisch kampioene speerwerpen - 1952, 1957

## Persoonlijke records
| Onderdeel    | Prestatie | Jaar |
| ------------ | --------- | ---- |
| kogelstoten  | 17,50 m   | 1964 |
| discuswerpen | 48,65 m   | 1955 |
| speerwerpen  | 54,98 m   | 1958 |

## Wereldrecords
| Afstand | Datum             | Plaats    |
| ------- | ----------------- | --------- |
| 16,76 m | 13 oktober 1956   | Tasjkent  |
| 16,67 m | 15 november 1955  | Tbilisi   |
| 16,45 m | 8 november 1955   | Doesjanbe |
| 16,32 m | 24 oktober 1955   | Tasjkent  |
| 16,29 m | 5 september 1955  | Leningrad |
| 16,28 m | 14 september 1954 | Kiev      |
| 16,20 m | 9 oktober 1953    | Malmö     |
| 16,18 m | 17 mei 1953       | Leningrad |
| 16,10 m | 17 mei 1953       | Leningrad |
| 16,00 m | 17 mei 1953       | Leningrad |
| 15,42 m | 1 oktober 1952    | Froense   |
| 15,37 m | 20 september 1952 | Froense   |
| 15,28 m | 26 juli 1952      | Helsinki  |
| 15,19 m | 30 juni 1952      | Vyborg    |

## Palmares

### speerwerpen
- 1950:  EK - 42,75 m
- 1951:  World Student Games - 48,43 m
- 1952: 4e OS - 48,35 m

### kogelstoten
- 1950: 4e EK - 13,07 m
- 1951:  World Student Games - 13,83 m
- 1952:  OS - 15,28 m (WR)
- 1953:  World Student Games - 15,34 m
- 1954:  EK - 15,65 m
- 1955:  World Student Games - 15,43 m
- 1956:  OS - 16,53 m
- 1957:  World Student Games - 16,26 m
- 1957:  World University Games - 15,75 m
- 1960: 7e OS - 15,56 m
- 1962:  EK - 16,95 m
- 1964:  OS - 17,45 m
- 1966: 4e EK - 16,65 m

### discuswerpen
- 1954:  EK - 44,77 m

1948: Micheline Ostermeyer ·
1952: Galina Zybina ·
1956: Tamara Tysjkevitsj ·
1960: Tamara Press ·
1964: Tamara Press ·
1968: Margitta Gummel ·
1972: Nadezjda Tsjizjova ·
1976: Ivanka Hristova ·
1980: Ilona Slupianek ·
1984: Claudia Losch ·
1988: Natalja Lisovskaja ·
1992: Svetlana Kriveljova ·
1996: Astrid Kumbernuss ·
2000: Janina Koroltsjik ·
2004: Yumileidi Cumbá ·
2008: Valerie Vili ·
2012: Valerie Adams ·
2016: Michelle Carter ·
2020: Gong Lijiao ·
2024: Yemisi Ogunleye